# Institut d'études politiques de Bordeaux
 (février 2025).

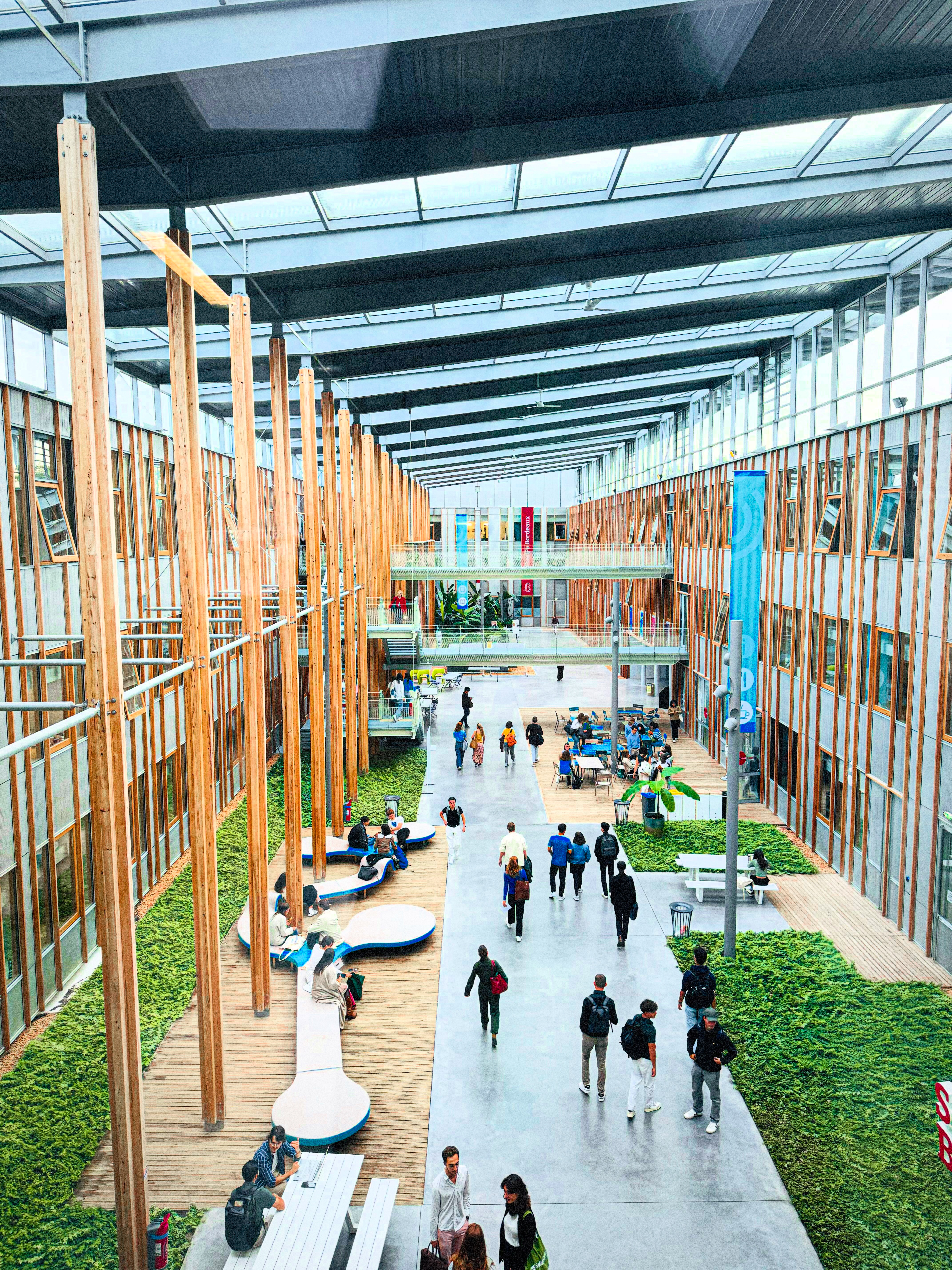
Atrium de l'Institut d'études politiques de Bordeaux. Sciences Po Bordeaux, 2024.

L'Institut d'études politiques de Bordeaux (également appelé « Sciences Po Bordeaux ») est un établissement français public d’enseignement supérieur créé en 1948, aujourd’hui situé sur le campus de Pessac, à huit kilomètres du centre-ville de Bordeaux, et associé à l'université de Bordeaux. C’est l'un des onze instituts d’études politiques de France, et il fait à ce titre partie des grandes écoles.

## Organisation
L'Institut d'études politiques de Bordeaux est un établissement public à caractère administratif associé à l’université de Bordeaux. Son statut est fixé par le décret du 18 décembre 1989. Son directeur est, depuis septembre 2021, Dominique Darbon.
Le président du conseil d'administration de l'école est Mathieu Gallet, ancien président-directeur général de Radio France et alumnus de l'école. Il succède le 17 novembre 2023 à Bernard Cazeneuve (2019-2023), avocat, ancien Premier ministre. Précédemment Anne Guérin (2014-2019), conseillère d’État et présidente de la Cour administrative d'appel de Bordeaux, Jean-Charles Leygues (2005-2014), directeur général honoraire de la Commission européenne et Michel Prada (1990-2005), inspecteur général des finances, président de l'Autorité des marchés financiers ont occupé cette fonction non-exécutive.

## Histoire
L’établissement est créé par décret du 13 août 1948 sous le nom d’Institut d’études politiques de l’université de Bordeaux, quelques mois après la création, le 4 mai, des instituts d'études politiques de Grenoble, Lyon et Toulouse. Maurice Duverger devient son premier directeur.
Il obtient le statut d’établissement public et prend son nom actuel en application du décret du 18 janvier 1969. Depuis 1967, Sciences Po Bordeaux bénéficie du statut d'IEP « d'équilibre » au même titre que Sciences Po Grenoble, ce qui lui a valu des moyens supplémentaires en termes de personnel, en documentation et en recherche.
L’institut compta parmi ses enseignants le fondateur de l'IFOP Jean Stoetzel, l’historien du droit et philosophe Jacques Ellul, les politistes Jacques Lagroye et Alain Garrigou, et la future ministre, secrétaire générale du Conseil de l’Europe et vice-présidente du Parlement européen Catherine Lalumière. Vincent Feltesse (président de la Communauté urbaine de Bordeaux), Alain Juppé (maire de Bordeaux) et Gilles Savary (député) ont également été enseignants à l'IEP de Bordeaux. Jusqu’en 1967, il était installé à Bordeaux même, au n°4 de la rue du Maréchal-Joffre, siège actuel de l'Institut de sciences criminelles et de la justice (UR 4633) de l'Université de Bordeaux.
Le 5 décembre 2019, l'institut d'études politiques de Bordeaux est bloqué par une centaine d'étudiants pour protester contre le projet de réforme des retraites.
Alors qu'il était invité pour un débat par le Bureau des Médias, association de l'IEP, Jordan Bardella s'est vu refuser l'accès à l'établissement par 150 étudiants le 10 février 2022. La direction décide finalement d'annuler l'évènement, considérant que les conditions de sécurité ne sont pas assurées, tandis que Jordan Bardella accuse des "antifas" bénéficiant de l'"impunité".
Le 7 mars 2023, un nouveau blocage d'une cinquantaine d'étudiants a lieu pour s'opposer à la réforme des retraites en cours. Il est levé deux jours plus tard, le 9 mars,.
Lors des délibérations autour de la loi immigration, le conseil d'administration s'est opposé à celle-ci dans un communiqué déplorant un « repli nationaliste » le 20 décembre 2023. Dominique Darbon, directeur de l'établissement, a également signé le communiqué commun des présidents d'université contre le projet de loi immigration.
Le 30 avril 2024, une tentative de blocage de l’IEP de Bordeaux dans le cadre de la mobilisation étudiante pour la Palestine échoue, mais un groupe d’étudiants obtient un rendez-vous avec le directeur, Dominique Darbon. Les échanges entre la direction et la délégation étudiante représentant le mouvement aboutissent à un accord commun le 3 mai 2024.
Le 18 février 2025, dans le cadre de la mobilisation nationale étudiante contre les coupes budgétaires, mais aussi d'une mobilisation locale contre les violences sexistes et sexuelles et la chaire de défense, un groupe d'étudiants bloque l'IEP jusqu'au vendredi 27 février.

## Scolarité
Les études, qui duraient trois ans jusqu’en 2002, ont été étendues à cinq ans suivant le modèle européen du « LMD ». L’année 2005 marque la dernière phase de la réforme ; la deuxième année est devenue l’année obligatoire de mobilité en France ou à l’étranger.

### Admissions
Il est possible d'intégrer Sciences Po Bordeaux en première et en quatrième année. Les différents concours d'entrée sont particulièrement sélectifs : en 2013, 6,70 % des candidats à l'entrée en première année à Bac + 0 avaient été reçus. À compter de 2015, l'admission en première année de filière générale à bac +1 est supprimée, entraînant un quasi-doublement du nombre des places offertes pour l'entrée en bac +0.
Les dates d'inscription en ligne aux épreuves se situent généralement entre novembre et janvier de chaque année universitaire, les épreuves d'entrées se déroulent entre mars et mai.
- Pour l'admission en première année, il existe deux concours :
  - L'un, réservé aux élèves de Terminale, donne accès à la filière générale. Le concours comporte d'abord une procédure d'admissibilité avec la constitution d'un dossier. Les candidats admissibles à la suite des examens des dossiers doivent se présenter à une épreuve orale.
  - L'autre concours, ouvert aux élèves de Terminale, au Bac + 1 et supérieurs, permet d'intégrer l'une des sept filières binationales intégrées (France-Allemagne, France-Caraïbes, France-Espagne, France-Italie, France-Maroc, France-Portugal et France-Hong Kong). Les étudiants sont recrutés par Sciences Po Bordeaux ou par la faculté étrangère partenaire et font leur scolarité en alternance entre les deux universités (3 ans à Sciences Po Bordeaux, 2 ans à l'étranger dans l'université partenaire).

- L'admission en quatrième année (à partir de Bac + 3) :
  - un dossier de projet professionnel
  - une dissertation à partir d'un dossier thématisé
  - une courte épreuve de langue (LV1 et LV2)
  - Pour les candidats déclarés admissibles : un oral d'admission.

### Les doubles diplômes internationaux
Sciences Po Bordeaux a constitué des « filières intégrées binationales » (FIB) qui sont aujourd'hui devenues emblématiques de l'Institut et de son internationalisation. Tout comme le cursus général, la scolarité s'effectue en 5 ans et confère le grade de master. Ces filières permettent ainsi l’obtention d’un double diplôme conférant le grade de master : celui de Sciences Po Bordeaux (master choisi par l'étudiant) et celui de l’établissement partenaire. Chaque promotion d'une quinzaine d'étudiants environ, composée par moitié d'étudiants français et d'étudiants étrangers, effectue la scolarité en commun et en alternance entre Sciences Po Bordeaux et l'université partenaire. Ces cursus sont totalement bilingues (en anglais pour la FIFCA). La scolarité s'organise généralement selon ce schéma :
- Année 1 : Sciences Po Bordeaux.
- Année 2 : Établissement partenaire.
- Année 3 : Sciences Po Bordeaux.
- Année 4 : Établissement partenaire.
- Année 5 : Sciences Po Bordeaux.

| Filière                                      | Description |
| -------------------------------------------- | --- |
| Filière intégrée France - Allemagne (FIFA)   | En partenariat avec l'université de Stuttgart, la FIFA débouche sur le diplôme de Sciences Po Bordeaux et sur le master « Empirische Politik-und Sozialforschung » de l’université de Stuttgart. |
| Filière intégrée France - Caraïbes (FIFCA)   | En partenariat avec l'université des Antilles (UA) et l'université des Indes occidentales (UWI) de Kingston en Jamaïque, la FIFCA conduit à l’obtention de trois diplômes de master : le diplôme de Sciences Po Bordeaux, le master de Science politique de l’UA et le Master of Science (MSc) « Politics and international cooperation » de l’UWI. La deuxième année se déroule en Martinique au campus de Schœlcher, l'année 4 à Kingston au campus de Mona en Jamaïque. |
| Filière intégrée France - Espagne (FIFE)     | En partenariat avec l'université autonome de Madrid, la FIFE conduit à l'obtention du diplôme de Sciences Po Bordeaux et du « Grado en ciencia política y administración pública » du département de science politique et de relations internationales de l’université autonome de Madrid. |
| Filière intégrée France - Italie (FIFI)      | En partenariat avec l'université de Turin, la FIFI conduit à l'obtention du diplôme de Sciences Po Bordeaux et de la « Laurea specialistica » de la faculté de science politique de l’université de Turin. S’ajoutent à ces deux titres, la « Laurea » (licence) délivrée par l’université de Turin. |
| Filière intégrée France - Hong-Kong (FIFHKG) | En partenariat avec l'université baptiste de Hong Kong, la FIFHKG débouche sur le diplôme de Sciences Po Bordeaux et le Bachelor spécialisé en sciences sociales (4 ans) de l’université baptiste de Hong-Kong. |
| Filière intégrée France - Portugal (FIFPO)   | En partenariat avec l'université de Coimbra, la FIFPO conduit à l'obtention du diplôme de Sciences Po Bordeaux et du master de la faculté d’économie (option Relations internationales ou Sociologie) de l’université de Coimbra. |

### Le premier cycle
Les trois premières années - le premier cycle du diplôme - constituent la phase d'apprentissage et d'acquisition d'une méthodologie propre aux IEP, ainsi que des fondamentaux des sciences humaines et sociales. Il correspond en termes de cursus aux années de licence à l'université. Il est issu de l'étoffement de l'ancienne offre de formation des IEP qui a été étendue et complétée par une année obligatoire dans une université étrangère ou une année d’études dans une université française autre que l’IEP. Il a pour but l'initiation des étudiants aux grandes disciplines sur lesquelles reposent leur formation (droit, science politique, histoire, économie, relations internationales sociologie, géographie), l'acquisition de méthodes de travail, et le renforcement des deux langues étrangères choisies.
Il se décompose en 3 années, chacune sanctionnée par l'obtention de 60 crédits ECTS :

#### Première année
Découverte et méthodologie sont les deux maîtres-mots de la première année à Sciences Po Bordeaux. Il s'agit d'explorer un nouveau cadre d’études et d'expérimenter de nouvelles méthodes de travail, en bref acquérir les « fondamentaux ».

#### Deuxième année
La deuxième année consolide les connaissances fondamentales dans la continuité de la première année et ouvre à de nouveaux horizons permettant l’acquisition de compétences élargies.

#### Troisième année
La troisième année d'études à Sciences Po Bordeaux est une année de mobilité à l'extérieur de l'établissement. Cette mobilité se déroule prioritairement à l'étranger ou en France. Deux options sont possibles pour cette troisième année de mobilité : un séjour académique d’une année ou un séjour mixte avec un semestre académique et un semestre de stage à l’étranger, sous réserve de l’approbation d’une commission dédiée qui examine chaque projet.

### Deuxième cycle - Les masters (ou diplôme d'institut d'études politiques)
Les quatrième et cinquième années, constituant le deuxième cycle du diplôme, marquent une spécialisation importante, surtout en cinquième année. Organisés par Majeures, les parcours de master sont conçus comme des formations professionnalisantes, où le stage long de Master 2 joue un rôle essentiel, tout comme le mémoire pour ceux qui envisagent une orientation vers la recherche. Des stages sont réalisés entre la quatrième et la cinquième, mais également durant la cinquième année. Pour les parcours dirigés vers la recherche, les stages sont remplacés par des mémoires destinés à permettre l’entrée à l’École doctorale de science politique de Bordeaux.
Le cycle de master se décompose en 2 années, chacune sanctionnée par l'obtention de 60 crédits ECTS. À la fin de la cinquième année, les étudiants reçoivent le Diplôme de Sciences Po Bordeaux, qui confère le grade national de master.

#### Majeure «Carrières publiques»
- Carrières administratives (CA).
- Expertise en affaires publiques/ Droit Public des Affaires (EAP/DPA) : double-master avec l'université de Bordeaux.
- Objectif INSP (OI).

#### Majeure «Affaires internationales»
- Géo-économie appliquée (GEA).
- Risques et développement aux suds (RDS) composée de trois mineures:
  - Coopération internationale et développement (CID).
  - Gouvernement et action publique (GAP).
  - Gestion des risques (GR).
- Politique internationale (PI).
- Europe-Russie : Stratégies et enjeux globaux (ancien Master IEDG), en partenariat avec l'université russe de l'Amitié des Peuples de Moscou.
- Bordeaux International Relations Degree (BIRD), en partenariat avec le Middlebury Institute of International Studies à Monterey.

#### Majeure «Politique, société et communication»
- Affaires Européennes (AE)
- Affaires publiques et représentation des intérêts (APRI).
- Journalisme (JO).
- Communication publique et politique (CPP).
- Métiers du politique (MDP).
- Science politique et sociologie comparatives (SPSC) .
- Stratégies & Gouvernances Métropolitaines (SGM).

#### Majeure «Management des projets et des organisations»
- Stratégie et Pilotage des Entreprises  (SPE).
- Économies sociale et solidaire & innovation sociale (ESSIS).
- Management de projets culturels et développement territorial (MPCDT).
- Gouvernance de la transition écologique (GTE).

### Troisième cycle - Doctorat
Sciences Po Bordeaux est membre de l'École doctorale « Société, politique, santé publique ». Cette école doctorale résulte du regroupement de l'École « Sciences sociales : société, santé, décision » (université de Bordeaux) et de la précédente école doctorale « Science politique » (université de Bordeaux et Institut d’études politiques, Bordeaux).
Cette école propose des doctorats en :
- Science politique.
- Sociologie.

## Autres formations proposées

### La préparation aux concours administratifs
Conformément à sa vocation originelle, l’IEP concourt à la formation des cadres du service public, tant au travers de sa formation initiale que par ses préparations aux concours de l’encadrement administratif. Trois préparations spécifiques existent, accessibles en formation initiale (après le diplôme, une licence ou un master) ou en formation continue (salariés, fonctionnaires) :
- Le centre de préparation à l’administration générale (CPAG) pour les concours de catégorie A ;
- La préparation aux concours d’entrée A+ de l’Institut national du service public, de l'Institut national des études territoriales (INET) et de l'École des hautes études en santé publique (EHESP) ;
- La préparation à l’agrégation et au CAPES de sciences économiques et sociales.

### La formation continue
L'IEP a développé une offre de formation continue s’adressant aux élus, cadres des organismes publics, parapublics, associatifs mais aussi aux cadres d’entreprise. Il s'agit de formations courtes (1 journée) ou de formations certifiantes (15 journées).
Ces formations concernent les domaines d'expertise de l'IEP: management, questions internationales, gouvernance territoriale, action sociale, communication et gestion.
Les formations sont assurées par des professeurs de l'IEP et des intervenants extérieurs qualifiés selon la thématique.

### Diversification sociale
Depuis 2006, l'Institut a mis en place, avec le soutien du Conseil Régional d'Aquitaine, du Rectorat de l'Académie de Bordeaux et de l'ACSE, un programme de diversification sociale par un dispositif de préparation intégrée dans 24 lycées d'Aquitaine afin de favoriser l'accès à l'établissement d'élèves issus de catégories sociales peu favorisées. Ce programme, intitulé « Sciences Po Bordeaux, Je le Peux Parce que Je le Veux ! », a été la première Cordée de la réussite à être ainsi labellisée en Aquitaine en 2008. 1 183 lycéens aquitains ont bénéficié de ce programme entre 2006 et 2013, 965 se sont effectivement présentés aux épreuves d'entrée et 103 ont été admis. Grâce à ce dispositif, Sciences Po Bordeaux compte 30 % de boursiers de l'Enseignement supérieur sur l'ensemble de ses élèves et est l'Institut qui accueille le plus d'enfants d'ouvriers et d'employés parmi les 10 IEP en France (voir Sociologie des grandes écoles).

## Classement et réputation
S'il n'existe aucun classement officiel des IEP conformément à l'ordonnance 45-2283 du 9 octobre 1945 qui place les différents IEP de France sur un pied d'égalité, l'Institut d'études politiques de Bordeaux n'en reste pas moins l'un des plus prisés et des plus sélectifs de France. En 2022, l'Obs confirme son attractivité en positionnant Sciences Po Bordeaux deuxième du classement général derrière l'IEP de Paris.
En 2022, le taux de sélection de Sciences Po Bordeaux est de 12 %, 9 étudiants sur 10 ayant rejoint l’établissement ont obtenu une mention Très Bien au bac. En 2019 et en 2022, Sciences Po Bordeaux était le deuxième Sciences Po proposant le salaire moyen de sortie brut le plus élevé. Sciences Po Bordeaux attire plus de  5 000 candidats à bac+0 pour un taux d'admission proche à celui de Sciences Po Paris, autour de 14 %.
En 2023, l'école est, de tous les Instituts d'études politiques, le deuxième dont les admis disposent de la moyenne la plus élevée au baccalauréat (17,6/20), derrière l'IEP de Paris (17,9/20) et devant celui de Lille (17,4/20). Il s'agit du sixième Institut d'études politiques dont le taux de mentions Très bien au baccalauréat est le plus élevé (81 %), contre 94 % pour l'IEP de Lille et 92 % pour l'IEP de Paris.
Le rapport du Haut Conseil de l'évaluation de la recherche et de l'enseignement supérieur (HCERES) estime que « l’attractivité se mesure aux nombreuses candidatures (au moins une cinquantaine de dossiers tous les ans) en masters dans le cadre de la mutualisation inter IEP et peu d’étudiants de l’IEP de Bordeaux qui souhaitent partir dans d’autres IEP pour leur master ». 
L'institut fait partie de la Conférence des grandes écoles depuis mars 2019. La CGE cite au sujet de l'école ses « deux centres de recherche en SHS de réputation internationale », ainsi que la qualité de « ses cycles de préparations aux plus grands concours d’entrée dans les fonctions publiques d’État, territoriale et hospitalière ».

## Campus
Jusqu’en 1967, Sciences Po Bordeaux était installé à Bordeaux même, au no 4 de la rue du Maréchal-Joffre, siège actuel du Tribunal d’instance de Bordeaux. Il se situe depuis cette date sur le Domaine universitaire de Talence-Pessac-Gradignan.
De juin 2013 à avril 2015, l'IEP de Bordeaux entame une restructuration complète de ses locaux. Un investissement de 25 millions d'euros est financé par le Conseil régional d'Aquitaine. Ces travaux portent la surface totale du bâtiment de 8 400 m2 à 15 200 m2. Quatre nouveaux amphis, portant de nom de Jacques Ellul, Étienne de La Boétie, Aliénor d'Aquitaine et Simone Veil sont inaugurés par Alain Rousset, président du Conseil régional d'Aquitaine en avril 2015. Le nouveau "Sciences Po Bordeaux" est inauguré le 9 décembre 2016 par Bernard Cazeneuve, Premier ministre de l'époque et ancien élève de l'Institut.

## Vie associative
La vie associative est animée par plus de 50 associations « reconnues » à l'IEP.

## Personnalités liées à Sciences Po Bordeaux

### Directeurs
- 1948-1957 : Maurice Duverger[31]
- 1958-1967 : Marcel Merle[31]
- 1967-1976 : Albert Mabileau
- 1976-1984 : Claude Émeri
- 1984-1998 : Pierre Sadran
- 1998-2007 : Robert Lafore
- 2007-2016 : Vincent Hoffmann-Martinot
- 2016-2021 : Yves Déloye
- Depuis 2021 : Dominique Darbon (d)[32],[33]

### Élèves
Un grand nombre d'anciens élèves ont fait carrière dans la politique, la haute fonction publique, les médias, la recherche scientifique ou les entreprises, en France et dans le monde. D'autres ont joué un rôle important dans le domaine de l'art ou de la littérature.
Personnalités politiques :
- Emilie Cariou (députée LREM)
- Bernard Cazeneuve (ancien Premier ministre, ancien ministre de l'Intérieur, ancien député PS) ; promotion 1985
- Jean-Pierre Fourcade (énarque, ancien ministre de l'Économie et des Finances, ancien ministre de l’Équipement et de l'Aménagement du territoire, ancien maire UMP de Boulogne-Billancourt, ancien sénateur)
- Noël Mamère (ancien député, maire EELV de Bègles et député européen, candidat LV à la présidentielle de 2002)
- Henri Nallet (président de la Fondation Jean Jaurès, ancien Garde des Sceaux, ancien ministre de l'Agriculture) ; promotion 1961
- José Pedro Aguiar-Branco (ancien ministre portugais de la Défense et de la Justice)
- Pierre Hurmic (maire EELV de Bordeaux) ; promotion 1979
- Maryia Gabriel (ministre des Affaires étrangères de la Bulgarie, ancienne commissaire européenne, ancienne députée européenne bulgare PPE)
- Pascal Canfin (député européen Verts/ALE, ancien ministre délégué)
- Damien Abad (député LR, ancien ministre des Solidarités, de l'Autonomie et des Personnes handicapées)
- Emmanuel Grégoire (premier adjoint PS à la mairie de Paris, ancien chef de cabinet du Premier ministre Jean-Marc Ayrault)
- Marie Lebec (députée et première vice-présidente du groupe LREM à l'Assemblée nationale)
- Maxime Cochard (conseiller PCF à la mairie de Paris)
- David Lisnard (maire LR de Cannes, Président de l'Association des maires de France)

Hauts fonctionnaires et magistrats :
- Bruno Lasserre (énarque, ancien vice-président du Conseil d’État, ancien président de l'Autorité de la concurrence)
- Bernard Boucault (énarque, ancien préfet de police de Paris, ancien directeur de l'ENA)
- François-Xavier Lauch (énarque, directeur de cabinet adjoint du ministre de l'Intérieur Gérald Darmanin)
- Christian Frémont (énarque, ancien directeur de cabinet du président de la République Nicolas Sarkozy, ancien préfet)
- Frédéric Potier (énarque, délégué général à la RATP, préfet, ancien délégué interministériel à la Dilcrah)
- Maxime Tandonnet (énarque, inspecteur général de l'administration, essayiste)

Dirigeants d'entreprises :
- Christian Blanc (ancien PDG d'Air France et de la RATP, ancien député, ancien secrétaire d'État au Développement de la région capitale, ancien préfet)
- Raymond Soubie (Président du groupe Alixio, conseil en stratégie sociale, Président du groupe de presse professionnelle AEF, ancien conseiller social de Nicolas Sarkozy à la présidence de la République)
- Nicolas de Tavernost (Président du directoire du Groupe M6)
- Jean-Louis Triaud (viticulteur, ancien président des Girondins de Bordeaux)
- Mathieu Gallet (entrepreneur, ancien PDG de l'Ina puis de Radio France)
- Walter Butler (financier, entrepreneur, ancien inspecteur des finances)
- Kat Borlongan (chief impact officer de Contensquare, ancienne directrice générale de la French Tech)
- Jean-Marc Dumontet (producteur de théâtre et d'humoristes)

Journalistes :
- Claire Alet, journaliste, fondatrice de Prenons la Une
- Alice Coffin (journaliste et militante LGBTI+, élue au Conseil de Paris)
- Florent Gautreau (journaliste dans l'After Foot sur RMC, ancien journaliste à France 2, France Bleu)
- Thomas Hugues (journaliste à France 5)
- Anne-Sophie Lapix (journaliste présentatrice du 20H de France 2)
- Nathalie Renoux (journaliste sur M6 et W9)
- Marie-Hélène Duvignau (journaliste pour entre autres 20 minutes)
- Christophe Hondelatte (journaliste français de radio et de télévision)
- Jean-Marc Four (directeur de RFI, ancien directeur de la rédaction internationale de Radio France)
- Martin Weil (journaliste dans Quotidien sur TMC)
- François Trillo (journaliste, ancien joueur français de rugby à XV)

Universitaires et écrivains :
- Thorniké Gordadzé (universitaire et enseignant à Sciences Po Paris, ancien ministre d’État et des Affaires étrangères géorgien)
- Olivier Ihl (politologue français spécialiste de la sociologie historique du politique, ancien directeur de Sciences Po Grenoble) ; promotion 1986
- Denis Tillinac (ancien écrivain, essayiste et journaliste)
- Philippe Bernier Arcand (essayiste)
- Maylis Besserie (écrivaine, prix Goncourt du premier roman)
- Pierre Cherruau (ancien écrivain et journaliste)
- Hervé Coutau-Bégarie (ancien historien et politologue français)
- Claude Henri-Rocquet (ancien écrivain)
- Zoé Shepard (écrivaine, haute-fonctionnaire)
- Karfa Diallo (essayiste, militant associatif et conseiller régional de Nouvelle-Aquitaine)

## Évolution démographique
Évolution démographique de la population universitaire 

| 2006  | 2007  | 2008  | 2009  | 2010  | 2011  | 2012  | 2013  |
| ----- | ----- | ----- | ----- | ----- | ----- | ----- | ----- |
| 1 763 | 1 772 | 1 735 | 1 811 | 1 766 | 1 810 | 1 735 | 1 903 |

| 2014  | 2015  | 2016  | 2017  | 2018  | 2019  | 2020  | 2021  |
| ----- | ----- | ----- | ----- | ----- | ----- | ----- | ----- |
| 1 839 | 1 832 | 1 874 | 1 969 | 2 060 | 2 218 | 2 217 | 2 275 |

| 2022  | - | - | - | - | - | - | - |
| ----- | - | - | - | - | - | - | - |
| 2 297 | - | - | - | - | - | - | - |